# اسلام‌آباد (چهاربرج)
اسلام‌آباد، روستایی از توابع بخش فسندوز شهرستان چهاربرج در استان آذربایجان غربی ایران است. نام قبلی این روستا شاه‌آباد بوده است. بعد از انقلاب ۱۳۵۷، وزارت کشور نام این روستا را به اسلا‌م‌آباد تغییر نام داد؛ اما کماکان در میان مردم این منطقه، اصطلاح شاه‌آباد مرسوم است.

## جمعیت
این روستا در دهستان مرحمت‌آبادمیانی قرار دارد و براساس سرشماری مرکز آمار ایران در سال ۱۳۸۵، جمعیت آن ۸۵۱ نفر (۱۹۱ خانوار) بوده‌است.